# ألبرتو جينس
ألبرتو جينس (بالبرتغالية: Alberto Janes‏) هو كاتب أغاني برتغالي، ولد في 1909، وتوفي في 1971.

## وصلات خارجية
- ألبرتو جينس على موقع IMDb (الإنجليزية)
- ألبرتو جينس على موقع ميوزك برينز (الإنجليزية)
- ألبرتو جينس على موقع ديسكوغز (الإنجليزية)
- ألبرتو جينس على موقع ديسكوغز (الإنجليزية)